# Wallenberg-Syndrom
Das Wallenberg-Syndrom (Syn.: Viesseaux-Wallenberg und Wallenberg-Foix Syndrom oder auch Dorsolaterales Medulla-oblongata oder Arteria-cerebellaris-inferior-posterior-Syndrom) entsteht durch einen Verschluss der Arteria cerebelli inferior posterior (PICA) oder der Arteria vertebralis. Als Folge davon kommt es zu einem Infarkt der dorsolateralen Medulla oblongata, die Teil des Hirnstamms ist. Es ist eine seltene Form des Schlaganfalls. Die Symptome sind vielgestaltig entsprechend den jeweils betroffenen neurologischen Strukturen.

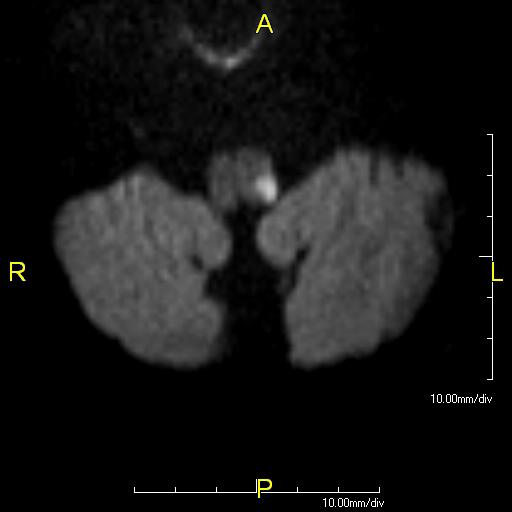
Infarkt in der dorsolateralen Medulla oblongata links, auf dieser B1000 diffusionsgewichteten MRT-Aufnahme als heller Fleck erkennbar

## Ursache/Pathologie

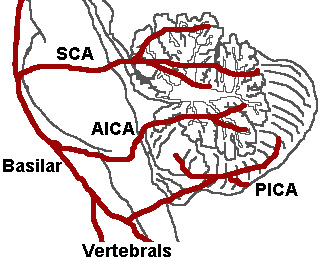
Die drei Hauptarterien des cerebellum (engl.): Die SCA, AICA und PICA (Posterior inferior cerebellar artery)

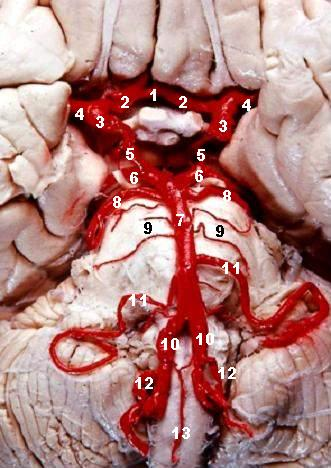
Menschliche Hirnstammblutversorgung. PICA ist Nummer #12.

Es liegt ein Verschluss oder eine hochgradige Enge im Bereich der hinteren unteren Kleinhirnarterie (Arteria cerebelli inferior posterior) oder der Arteria vertebralis und ihrer Äste vor, die Teile des verlängerten Marks (Medulla oblongata) versorgen. Auslösend kann ebenfalls eine Hirnblutung in dieser Region sein. Es führt zu einem Infarkt am seitlichen Teil der Medulla oblongata, mit den dafür typischen Ausfallmustern. Häufigste betroffene Arterie ist die A. vertebralis.

## Symptomatik
Typisch sind gleichseitig auftretende (ipsilaterale) Zeichen, wie ein abgeschwächter Kornealreflex, Sensibilitätsstörung des Gesichts, Horner-Syndrom, Stimmbandlähmung, Gaumensegelparese und Hemiataxie. Kontralateral (auf der Gegenseite) kann eine dissoziierte Sensibilitätsstörung (Störung der Temperatur- und Schmerzempfindung bei erhaltener Berührungsempfindung) am Körper (nicht im Gesicht) bestehen. Typisch ist auch eine Fallneigung zur erkrankten Seite sowie ein ipsilateraler Nystagmus.

## Ort der Schädigung
Schäden des Nucleus spinalis nervi trigemini verursachen das Fehlen von Schmerzen auf der ipsilateralen Seite des Gesichtes, genau wie einen abgeschwächten oder fehlenden Cornealreflex. Ist der Tractus spinothalamicus geschädigt, dann kommt es zum Fehlen der Schmerz- und Temperaturwahrnehmung auf der dem Infarkt gegenüberliegenden Seite des Körpers. Der Schaden im Kleinhirn oder/und im unteren Kleinhirnschenkel (Pedunculus cerebellaris inferior) führt zur Ataxie. Durch den Schaden in den hypothalamospinalen Fasern wird die sympathische Signalübertragung gestört, und es kann zum Horner-Syndrom kommen. Augenzittern und Schwindel werden durch die Beteiligung der Region des Nucleus Deiter (Nucleus vestibularis lateralis) und anderer vestibulärer Kerne verursacht. Ein palataler Myoklonus kann eventuell bei einer Störung des Tractus tegmentalis centralis vorkommen.

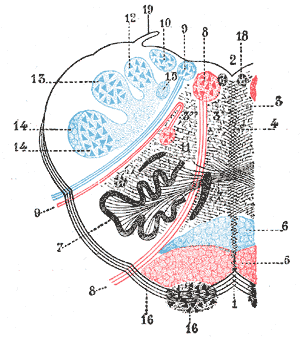
Medulla oblongata im Querschnitt auf Höhe der Olive. (Das Wallenberg-Syndrom trifft vor allem einseitig einen dorsolateralen Bereich und beeinflusst u. a.: #9 (N. Vagus), #10(Nucl. vestibularis), #11(Nucl. ambiguus), #12(Nucl. gracilis), #13(Nucl. cuneatus), und #14(Nucl. trigeminus sup.).)

| Ort der Schädigung                                                      | Effekt |
| Nucleus vestibularis inferior                                           | Vertigo (Schwindel) zur Seite der Schädigung, Diplopie (Doppelbilder), Spontannystagmus (Augenzittern) zur Gegenseite der Schädigung, Erbrechen                                         |
| Nucleus ambiguus (Effekt auf den Vagus N. X und Glossopharyngeus N. IX) | Dysphagie (Schluckstörungen), Heiserkeit, abgeschwächter Würgreflex, Kulissenphänomen (Abweichung der Uvula bei der Phonation zur gesunden Seite)                                       |
| Nucleus tractus spinalis nervi trigemini N. V                           | ipsilateral Sensibilitätsstörung (Verlust der Schmerz- und Temperaturempfindung) im Gesicht                                                                                             |
| Nucleus tractus solitarii (Teile des N. VII, N. IX und N. X)            | ebenfalls abgeschwächter Würgreflex und abgeschwächter Brechreiz |
| Nucleus dorsalis nervi vagi                                             | s. o. - Nucleus ambiguus |
| Formatio reticularis                                                    | |
| Pedunculus cerebellaris inferior                                        | Ipsilaterale Kleinhirnzeichen einschließlich Rumpf- und Gangataxie (Gangstörungen) |
| Tractus tegmentalis centralis                                           | Palataler Myoklonus |
| Tractus spinothalamicus lateralis                                       | kontralaterale dissoziierte Sensibilitätsstörung (Störung der Temperatur- und Schmerzempfindung bei erhaltener Berührungsempfindung) am Körper                                          |
| zentrale Sympathicusbahn                                                | ipsilaterales Horner-Syndrom (Trias: verengte Pupille, Herabhängen des oberen Augenlides, scheinbar eingesunkener Augapfel) mit Hemianhidrose (halbseitiger Störung der Schweißbildung) |

## Therapie
Eine Behandlung des Wallenberg-Syndroms ist nur symptomatisch möglich. Eine Magensonde kann notwendig sein, wenn das Schlucken erschwert ist. Sprech- und Schlucktherapie können nötig sein. In einigen Fällen können Medikamente bei der Verringerung oder Beseitigung der Schmerzen helfen. Das Antiepileptikum Gabapentin könnte, in individuellen Fällen, ein geeignetes Medikament für Patienten mit chronischen Schmerzen sein. Die geringe Größe der betroffenen PICA eignet sich nicht zur operativen Rekanalisation.
Auf lange Sicht ist eine Schlaganfallrezidiv-Prophylaxe notwendig. Dabei ist eine Behandlung der Risikofaktoren entscheidend. Die Patienten werden oft dauerhaft auf ein ASS-Behandlungsschema eingestellt, um das Risiko eines weiteren Schlaganfalls zu minimieren. Unter Umständen (z. B. bei Vorhofflimmern) kommt auch eine langfristige Behandlung mit Gerinnungshemmern (Antikoagulantien) vor. Weitere Medikamente könnten sinnvoll sein, um einen Bluthochdruck und andere Risikofaktoren, die mit Schlaganfällen assoziiert sind, zu unterdrücken. Eine Lebensstiländerung verbessert dabei (wie in der Primärprophylaxe) die Prognose.

## Prognose
Die Aussichten für jemanden mit Wallenberg-Syndrom hängen von der Größe und Lage des durch den Schlaganfall geschädigten Gebietes ab. Bei einigen Personen ist, durch Rekanalisation, ein Rückgang der Symptome innerhalb von Wochen oder Monaten zu beobachten. Bei der Mehrheit können jedoch noch nach Jahren erhebliche neurologische Behinderungen bestehen.

## Geschichte
Das Syndrom wurde erstmals 1808 von Gaspard Vieusseux erwähnt. Das Wallenberg-Syndrom ist allerdings benannt nach dem deutschen Neurologen Adolf Wallenberg, der das Syndrom 1895 erstmals klinisch beschrieben und 1901 per Autopsiebefund sichern konnte.